# آخرالزمان، جنگ جهانی دوم
آخرالزمان، جنگ جهانی دوم (به فرانسوی: Apocalypse, la 2e Guerre mondiale) مستندی ۶ قسمتی پیرامون جنگ جهانی دوم است که شروع تا پایان آن را بررسی می‌کند. این مجموعه بدیع با استفاده از فیلم‌های واقعی که در جریان این جنگ توسط خبرنگاران، فیلم‌برداران، سربازان. یا شهروندان گرفته شده ساخته شده‌است و رویدادهای مهم جنگ را با استفاده از تصاویر نشان می‌دهد. این فیلم‌ها که همه ترمیم و رنگی شده‌اند تجربه‌ای جدید از فضای جنگ را به مخاطب می‌دهد. این مستند بخشی از مجموعه آخرالزمان است که به وقایع مهم تاریخ اروپا می‌پردازد.
این فیلم مستند که به کارگردانی ایزابل کلارک و دانیل کستل ساخته شده‌است برای اولین بار از اوت ۲۰۰۹ روی آنتن تلویزیون‌ها رفت و پس از آن در ۲۳ سپتامبر ۲۰۰۹ به صورت DVD و Blu-ray منتشر شد. این مجموعه دارای چندین فصل است: آخرالزمان، جنگ جهانی اول، آخرالزمان، هیتلر، آخرالزمان، استالین و آخرالزمان، وردون که در ۲۱ فوریه ۲۰۱۶ به مناسب صدمین سالگرد آغاز نبرد وردن رونمایی شد.

## قسمت‌ها
این مستند از شش قسمت ۵۲ دقیقه‌ای تشکیل شده‌است:
1. تجاوز (۱۹۳۹–۱۹۳۳): ظهور نازیسم و تهاجم به لهستان[۱]؛
2. سقوط (۱۹۴۰–۱۹۳۹): جنگ تصنعی، سقوط دونکرک و نبرد فرانسه[۲]؛
3. شوک (۱۹۴۱–۱۹۴۰): نبرد بریتانیا، تهاجم به یوگسلاوی، نبرد یونان و نبرد کرت، عملیات بارباروسا، جنگ کویر[۳]؛
4. آتش‌سوزی (۱۹۴۲–۱۹۴۱) : در جبهه اتحاد جماهیر شوروی؛ نبرد اسمولنسک و نبرد مسکو ۱۹۴۱ و مورد آبی ۱۹۴۲. در جبهه اقیانوس آرام؛ نبردهای گوادالکانال، میدوی و پرل هاربر[۴]؛
5. منگنه (۱۹۴۳–۱۹۴۲): اولین شکست‌های نیروهای محور؛ نبردهای استالینگراد، العلمین، تونس، ایتالیا و کورسک[۵]؛
6. جهنم (1945-1944): آزادسازی فرانسه، حملات هوایی و سپس حمله به آلمان، بمباران اتمی هیروشیما و ناکازاکی و سقوط ژاپن.[۶]

## چهره‌های شاخص
آخرالزمان سریالی است که بررسی بازیگران شاخص جنگ جهانی دوم می‌پردازد.
روایت زندگی بعضی از شخصیتها مانند زنجیر حلقه‌های داستان را به یکدیگر متصل می‌کنند:
- رز گولند، کودکی انگلیسی است که در آغاز جنگ یک سال دارد و در تمام طول جنگ تصاویری از زندگی او دیده می‌شود تا در آخرین سکانس بعد از انفجار آخرین بمب، یک ساله در ابتدای جنگ، در طی جنگ به تصویر کشیده شد و تا آخرین پلان که نوشته «پایان» را روی یک بمب می‌بینیم.
- اوت فون کاگنک، یک سرباز ساده ارتش آلمان نازی، فرمانده تانک که در طول فیلم به مادرش نامه می‌نویسد.
- گاستون سیرک: یک زندانی فرانسوی در زندان اشتالاگ آلمان

### آلمان
- آدولف هیتلر
- هرمان گورینگ
- هاینریش هیملر
- یوزف گوبلز
- مارتین بورمن
- آلبرت اسپیر
- جواهیم فون ریبنتروپ
- رودلف هس
- کنستانتین فون نورات
- راینهارد هیدریش
- ویلهلم کیتل
- کارل دنیتس
- والتر فون براوچیچ
- هاینز گوادران
- اروین رومل
- فدور فون بوک
- اریک فون مانشتاین
- فریدریش پلوس
- اوا براون
- مجدا گوبلز

### فرانسوی
- شارل دوگل
- امیل موزولیه
- فیلیپ لوکرک دو هوتزکلوک
- ژان دولتر دو تاسینی
- فیلیپ پتن
- پل رینود
- موریس گلامین
- ماکسیم وایگند
- هنری ژیرو
- آلبرت لبرن
- چارلز هانتزگر

### انگلیسی
- نویل چمبرلین
- وینستون چرچیل
- برنارد مونتگومری
- آرتور هریس

### آمریکایی
- فرانکلین دلانو روزولت
- دوایت دیوید آیزنهاور
- داگلاس مک آرتور
- چستر نیمیتز
- جورج پاتون
- چارلز لینبرگ
- هنری فورد
- جوزف پاتریک کندی
- جان فیتزجرالد کندی

### شوروی
- جوزف استالین
- ویاتاشلاو مولوتوف
- گوئورگو ژوکوف
- سمیه تیموشنکو
- لاورنتی بریا
- نیکیتا خروشچف
- آندری ولازوف

### ایتالیایی‌ها
- بنیتو موسولینی
- گالیوزو سیانو

### ژاپنی
- هیرو هیتو
- هیدکی توجو
- تاموتیکی یاماشیاتا
- یاماموتو ایسوروکو
- میتسو فوچایدا

### چینی
- چیانگ کای شیک

## تدوین
برای ساخت این مستند نزدیک به هفتصد ساعت تصویر از سراسر جهان گردآوری شده‌است. تحقیقات این پروژه به مورگان بریه تاریخ‌نگار و تیم ده نفره‌اش سپرده شد. آنها از آوریل ۲۰۰۷ تا آوریل ۲۰۰۹ به مدت دوسال روی این موضوع تحقیق کردند.
دانیل کستل معتقد از انتخاب ۳۶۰دقیقه تصویر از میان ساعت‌ها راش مثل «سوگواری» است و همچنان نیمی از راش‌ها منتشر نشده‌است. یک سوم این راش‌ها رنگی شده‌است. به لطف تلاش تیم فنی با مدیریت فرانسوا مونپولیه ۲۵هزار فریم از این فیلم‌ها رنگی شده‌است. رنگ‌آمیزی یونیفورم‌ها، ماشین ابزار و … بعضی از این تصاویر از مجموعه آرشیوهای خصوصی جمع‌آوری شده‌است.

## موسیقی فیلم
موسیقی اصلی این سریال از کنجی کاوای است. راوی نسخه فرانسوی این فیلم نیز متیو کاسوویتس است و موسیقی متن را گیلبرت کورتوی ساخته‌است.

## پخش
قسمت اول این مجموعه ۶٫۵ میلیون بیننده تلویزیونی داشت و قسمت دومش بیش از ۸ میلیون مخاطب را جلب کرد.
این فیلم در سه قسمت از تلویزیون آرتی‌بی‌اف بلژیک، ۲۰، ۲۷ اوت و ۳ سپتامبر و برای بار دوم ۲۳ و ۳۰ سپتامبر و ۶ اکتبر پخش شد در فرانسه نیز، ۸ تا ۲۲ سپتامبر ۲۰۰۹ مخاطبان شبکه فرانسه ۲ این فیلم را دیدند. در سال ۲۰۱۰ تلویزیون دی‌آر۲ دانمارک آن را پخش کرد.
در جهان عرب، این فیلم با ترجمه عربی از شبکه نشنال جئوگرافیک پخش شد.
این فیلم در بیش از ۱۶۵ کشور منتشر شد و تا مارس ۲۰۱۴ یک میلیارد نفر مخاطب داشت.